# Another Sad Love Song
Singles de Toni Braxton
Love Shoulda Brought You Home
(1992) Breathe Again
(1993)
Another Sad Love Song est une chanson de la chanteuse américaine Toni Braxton, sortie le 29 juin 1993. La chanson est le second single extrait de l'album Toni Braxton. Elle est composée par Daryl Simmons, Babyface et écrite par Daryl Simmons, Babyface, L.A. Reid.

## Genèse et composition
Après la sortie du premier single Love Shoulda Brought You Home, tirée de la bande originale du film Boomerang (1992), qui devient le premier top 40 de la chanteuse dans le Billboard Hot 100, Braxton sort Another Sad Love Song, issue de son premier album, le 28 juin 1993.
"Another Sad Love Song" est une ballade R&B, qui dévoile les plaintes de l'interprète envers les radios qui diffusent des chansons d'amour, lui faisant trop penser à son ancien petit-ami.

## Performance commerciale
La chanson s'érige à la 7e place du Billboard Hot 100 et au 2d rang du Hot R&B/Hip-Hop Songs.

## Récompense
De par ce succès, Toni remporte un Grammy Award de la meilleure prestation vocale R&B féminine en 1994.

## Vidéoclip
Il existe deux versions de la vidéo : une réalisée en 1992, en noir et blanc démontrant Toni en train de chez elle, dirigée par Antoine Fuqua et une autre, avec les mêmes scènes en couleurs, réalisée en 1993 par Antoine Fuqua et Raplh Ziman. Toni Braxton Another Sad Love Song (Color version) vidéo officielle Youtube Toni Braxton Another Sad Love Song (Noir et blanc version) vidéo officielle Youtube

## Pistes et formats
U.S. CD single
1. "Another Sad Love Song" (Remix Radio Edit) – 4:40
2. "Another Sad Love Song" (Extended Remix) – 5:27
3. "Another Sad Love Song" (Smoothed Out Version) – 4:23
4. "Another Sad Love Song" (Remix Instrumental) – 5:01
5. "Another Sad Love Song" (Album Version) – 5:01

U.S. promo CD single
1. "Another Sad Love Song" (Radio Edit) – 4:13
2. "Another Sad Love Song" (Album Version) – 5:01
3. "Another Sad Love Song" (Album Instrumental) – 5:02

Royaume-Uni CD single (1993)
1. "Another Sad Love Song" (Radio Edit) – 4:13
2. "Give U My Heart" (Album Radio Edit) (Babyface featuring Toni Braxton) – 4:09
3. "Another Sad Love Song" (Smoothed Out Version) – 4:23
4. "Another Sad Love Song" (Album Version) – 5:01

Royaume-Uni CD single (1994)
1. "Another Sad Love Song" (Album Version) – 5:01
2. "Another Sad Love Song" (Remix Radio Edit) – 4:43
3. "Another Sad Love Song" (Extended Remix) – 5:28
4. "Another Sad Love Song" (Smoothed Out Version) – 4:23

Allemagne CD single
1. "Another Sad Love Song" (Radio Edit) – 4:13
2. "Another Sad Love Song" (Smoothed Out Version) – 4:23
3. "Another Sad Love Song" (Extended Remix) – 5:28
4. "Another Sad Love Song" (Album Version) – 5:01

Royaume-Uni collectors EP
1. "Another Sad Love Song" (Album Version) – 5:01
2. "Breathe Again" (Live from The Apollo) – 4:30
3. "Best Friend" (Album Version) – 4:28
4. "Give U My Heart" (Boomerang Album Version) (Babyface featuring Toni Braxton) – 5:04

## Classement hebdomadaire
| Chart (1993)                           | Peak position |
| -------------------------------------- | ------------- |
| Allemagne                              | 60            |
| U.S. Billboard Hot 100                 | 7             |
| U.S. Billboard Pop Songs               | 7             |
| U.S. Billboard Hot R&B/Hip-Hop Songs   | 2             |
| U.S. Billboard Hot Dance Singles Sales | 32            |
| U.S. Billboard Adult Contemporary      | 8             |
| Chart (1994)                           | Peak position |
| Pays-Bas                               | 23            |
| Nouvelle-Zélande                       | 44            |
| Royaume-Uni                            | 15            |